# Gamalejafjellet
Das Gamalejafjellet (russisch Гора Гамалеи Gora Gamalei) ist ein Berg im ostantarktischen Königin-Maud-Land. Er ragt im östlichen Teil des Gebirges Sør Rondane auf.
Russische Wissenschaftler benannten ihn nach dem russischen Schriftsteller und Navigationswissenschaftler Platon Jakowlewitsch Gamaleja (1766–1817). Wissenschaftler des Norwegischen Polarinstituts übertrugen diese Benennung ins Norwegische.